# It's Gonna Be Me
Singles de NSYNC
Bye Bye Bye
(2000) I'll Never Stop
(2000)
Clip vidéo
[vidéo] « It's Gonna Be Me », sur YouTube
It's Gonna Be Me est une chanson du boys band américain *NSYNC extraite de leur deuxième album studio, intitulé No Strings Attached et sorti (aux États-Unis) le 21 mars 2000.
La chanson a également été publiée en single. Aux États-Unis, elle est sortie en single au printemps 2000 et c'était le deuxième single de l'album (après Bye Bye Bye). Au Royaume-Uni, elle est sortie en single en septembre et c'était le troisième single de l'album (après Bye Bye Bye et I'll Never Stop).
Aux États-Unis, la chanson a débuté à la 82e place du Hot 100 du magazine Billboard pour la semaine du 6 mai 2000, atteint la 1re place dans la semaine du 29 juillet et gardé cette place une semaine de plus.
Au Royaume-Uni, la chanson a débuté à la 9e place du hit-parade des singles pour la semaine du 10 au 16 septembre 2000. Elle a également atteint le top 10 en Belgique (en Flandre et en Wallonie) et en Suède.